# Vanishing Vision
A Vanishing Vision az X japán heavy metalegyüttes első stúdióalbuma, melyet az Extasy Records adott ki 1988. április 14-én. A lemez első helyezett volt az Oricon indie listáján és 19. az albumlistán.

## Megjelenés
A Vanishing Vision hanglemezen jelent meg, az együttes vezetőjének, Yoshikinek a saját, független kiadójánál és több mint 10 000 példányban fogyott, amivel az Oricon indie listájának első helyére került. Az összesített toplistán a 19. helyezett volt, ami többek szerint először fordult elő független kiadós előadó esetén. Korlátozott számban, 5000 példányban úgynevezett „picture disc” (képes hanglemez) formában is megjelent, és a Stab Me in the Back flexidisc (hajlékony lemez) formában is kijött. Utóbbi eredetileg az 1987-es Skull Thrash Zone Volume I című válogatáslemezre készült.
Az albumot 1989. október 15-én CD formátumban is megjelentették. 1990-ben a Vanishing Vision 158 220 eladott példánnyal a 78. legsikeresebb lemez volt Japánban. 1997-ig több mint 800 000 darabot adtak el belőle. 2000. szeptember 13-án a Warner Music Japan digitálisan újramaszterelt verziót adott ki.

## Számlista
| 1. | Dear Loser       |         | Taiji   | 2:27 |
| 2. | Vanishing Love   | Yoshiki | Yoshiki | 6:01 |
| 3. | Phantom of Guilt | Toshi   | Taiji   | 5:18 |
| 4. | Sadistic Desire  | Yoshiki | hide    | 6:09 |

| 1. | Give Me the Pleasure | Yoshiki | Taiji, hide | 2:57 |
| 2. | I'll Kill You        | Yoshiki | Yoshiki     | 3:29 |
| 3. | Alive                | Yoshiki | Yoshiki     | 8:24 |
| 4. | Kurenai              | Yoshiki | Yoshiki     | 5:46 |
| 5. | Un-finished...       | Yoshiki | Yoshiki     | 1:32 |